# 法華寺尊順
法華寺 尊順（ほっけじ そんじゅん、応永6年（1399年） - 文明11年9月4日（1479年9月19日））は、室町時代前期の女性で尼僧。室町幕府第3代将軍・足利義満の娘。同第4代将軍・足利義持や同第6代将軍・足利義教らの妹。

## 生涯
父は足利義満。生母は不明。当時の記録では尊順は義満の「末子」とされているが、尊順より年下の弟妹は多数存在しているため、この末子の意味は義満の子の中で最も後年まで生き残った者ということと推察される。大和の法華寺の長老であった光明天皇の皇女の下に入室し、後に同寺の長老となった。文明11年（1479年）9月4日、81歳という長寿をもって死去した。